# Росвайн
Росвайн (на немски: Roßwein) е малък град в Германия, разположен в окръг Средна Саксония, провинция Средна Саксония. Към 31 декември 2011 година населението на града е 15 341 души.

## География
Росвайн лежи в централната част на областта Бергланд (Bergland) в Саксония.

## История
Градът е основан през 1200 година от графовете на Майсен.

## Население
| Година | Население |
| ------ | --------- |
| 1834   | 4202      |
| 1885   | 6443      |
| 1960   | 10 343    |
| 1990   | 9211      |
| 1998   | 8252      |
| 1999   | 8157      |
| 2000   | 8044      |
| 2001   | 7952      |
| 2002   | 7824      |
| 2004   | 7596      |
| 2005   | 7451      |
| 2006   | 7353      |
| 2011   | 7991      |

## Политика

### Градски съвет
След изборите през 2004 година съветът на Росвайн се управлява от: 11 депутати от Християн-демократическия съюз, петима от Социалдемократическата партия и 5-има от Лявата левица.

### Кмет
Кметът на града Вайт Линдер е безпартиен. Преди това е бил член на Социалдемократическата партия.

## Култура и забележителности

### Сгради
Историческата „Лечебна баня“ е построена в града през 1897 година. Счита се и за най-старата такава баня в Саксония.

### Природни паметници
Едни от малкото Обикновени камелии, северно от Алпите, могат да се открият в Росвайн.
Други забележителности са:
- Градската стена, от която могат да се видят части навсякъде из града (наново реставрирана)
- Вила Констанца на улица Бьоригенер (Вила за младежи от 1905)
- историческият Сигнален мост на гарата

## Личности

### Родени в града
- Бено Брюкер (1824–1905), протестантски теолог
- Фридрих Вилхелм Каулиш (1827–1881), учител
- Ерих Кюршнер (1911–1977), куклен актьор и сценичен ръководител

## Друго

### Диалект
Росвайн лежи на границата на 3 различни форми на саксонския диалект: северномайнски, южномайнски и югоизточномайнски. Всички те се добавят и към майсненския диалект.